# Gare de Pontcharra - Saint-Forgeux
Ne doit pas être confondu avec Gare de Pontcharra-sur-Bréda - Allevard.
La gare de Pontcharra - Saint-Forgeux est une gare ferroviaire française de la ligne du Coteau à Saint-Germain-au-Mont-d'Or située sur le territoire de la commune de Vindry-sur-Turdine (ancienne commune de Pontcharra-sur-Turdine et à proximité de Saint-Forgeux dans le département du Rhône et la région Auvergne-Rhône-Alpes. 
C'est une halte voyageurs de la Société nationale des chemins de fer français (SNCF) du réseau TER Auvergne-Rhône-Alpes, desservie par des trains express régionaux.

## Situation ferroviaire
Établie à 347 mètres d'altitude, la gare de Pontcharra - Saint-Forgeux est située au point kilométrique (PK) 467,580 de la ligne du Coteau à Saint-Germain-au-Mont-d'Or entre les gares de Tarare et Saint-Romain-de-Popey.

## Histoire
La gare disposait d'un bâtiment voyageurs (BV), désormais disparu, du type standard à trois travées faisant face à l'ancien abri de quai. Accessible au moyen d'un escalier remplacé par l'actuelle passerelle sur la route nationale 7, la gare disposait d'une cour à marchandises.

## Fréquentation
De 2015 à 2023, selon les estimations de la SNCF, la fréquentation annuelle de la gare s'élève aux nombres indiqués dans le tableau ci-dessous.
| Année     | 2015   | 2016   | 2017   | 2018   | 2019   | 2020   | 2021   | 2022   | 2023   |
| --------- | ------ | ------ | ------ | ------ | ------ | ------ | ------ | ------ | ------ |
| Voyageurs | 18 812 | 19 419 | 17 707 | 12 257 | 14 848 | 10 191 | 16 633 | 20 373 | 20 326 |

## Service des voyageurs

### Accueil
Halte SNCF, c'est un point d'arrêt non géré (PANG) à accès libre

### Dessertes
Pontcharra - Saint-Forgeux est une halte voyageurs SNCF du réseau TER Auvergne-Rhône-Alpes, desservie par des trains express régionaux de la relation : Roanne - Lyon-Perrache.

### Intermodalité
Un parc pour les vélos et un parking pour les véhicules y sont aménagés.

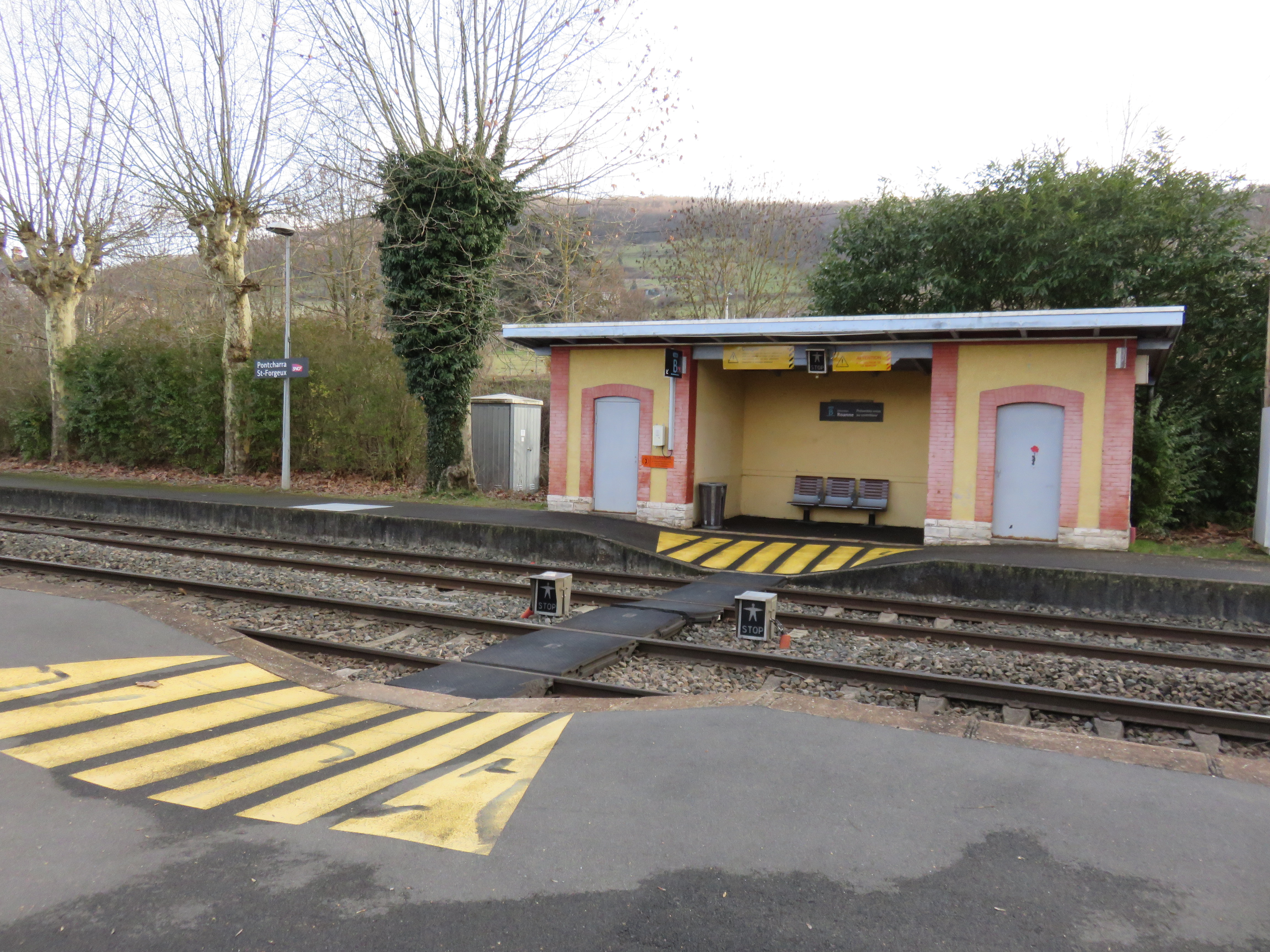
Abri de quai type PLM.
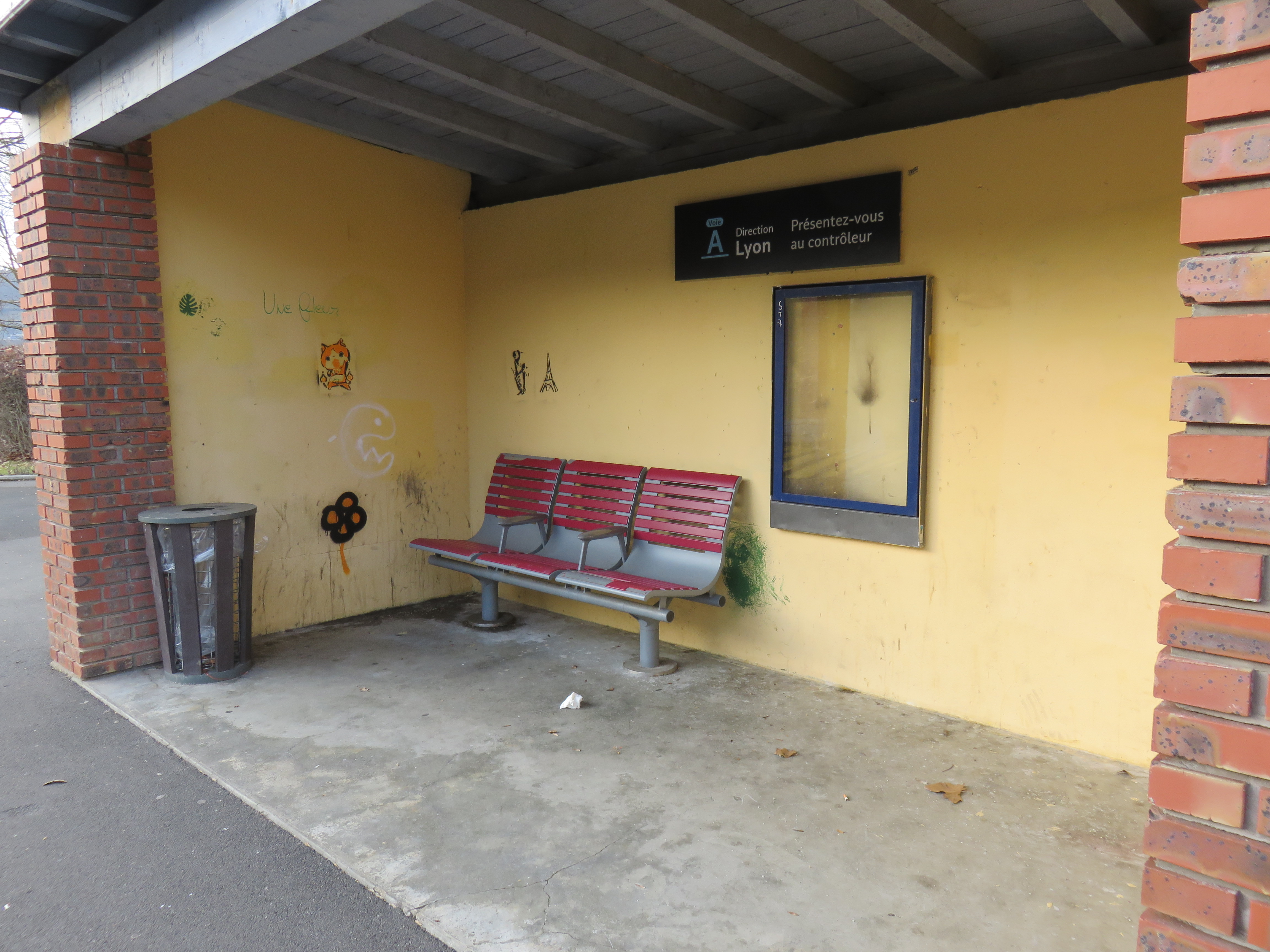
Nouvel abri qui a remplacé le BV.
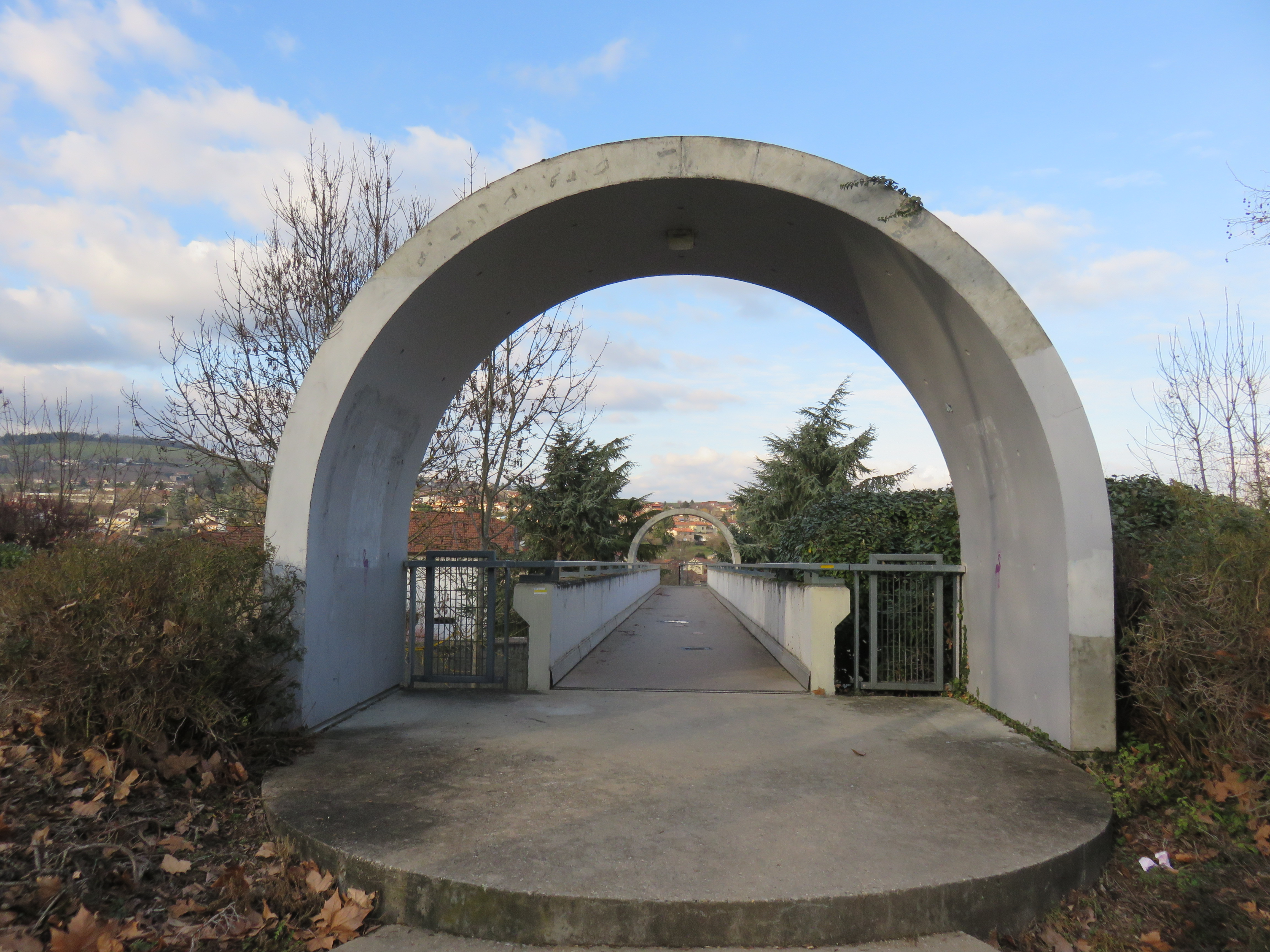
Passerelle au-dessus de la N7.
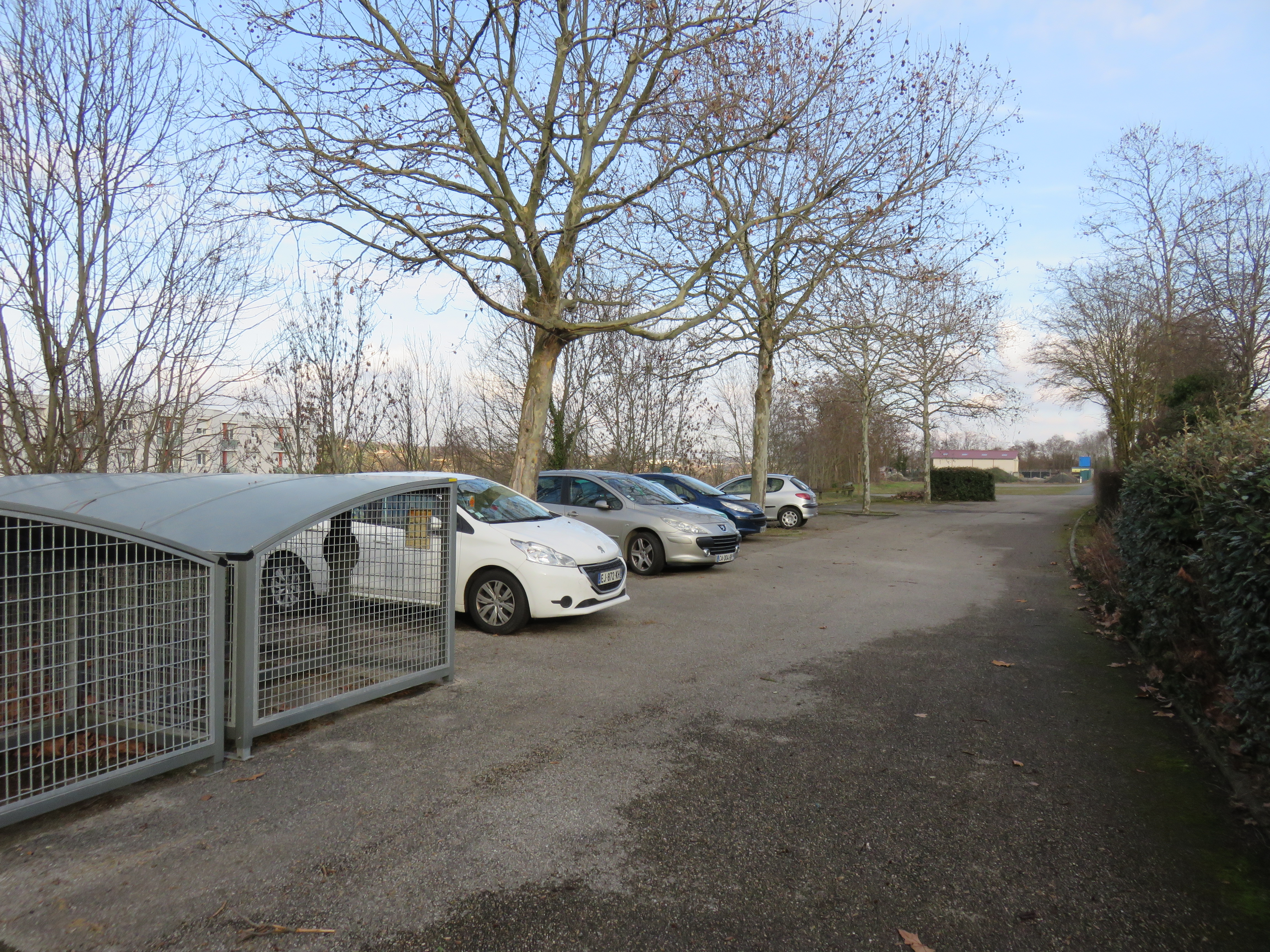
Parking de la gare.